# Eifeler Mundarten
Die Eifeler Mundarten, oder Eifeler Mundart, zählen in der südlichen Eifel zu den moselfränkischen Dialekten. Sie ähneln stark der luxemburgischen Sprache. In der nördlichen Eifel hingegen gehören sie zur ripuarischen Dialektgruppe und ähneln eher dem Öcher Platt oder dem Kölschen. Dazwischen gibt es die für ein Dialektkontinuum typischen Übergänge, bei denen mehr oder weniger jedes Dorf ein wenig anders spricht als seine Nachbarorte. Laut linguistischer Definition gehören Moselfränkisch und Ripuarisch zum Mittelfränkischen.

## Sprachgeographie
Die territorialen Strukturen, wie sie sich seit der Römerzeit in der Eifel entwickelt haben, bestimmten auch die Entwicklung der Eifeler Dialekte.
Sprachgeographisch lässt sich die Eifel teilen in den moselfränkischen und den ripuarischen Dialektraum. Die „Eifeler Sprachbarriere“, die als breiter Saum die beiden Dialekte trennt, zieht sich vom Nordteil des Eifelkreises Bitburg-Prüm über Kronenburg, Blankenheim, Nettersheim, Altenahr und Ahrweiler entlang des Vinxtbachs bis zu dessen Mündung in den Rhein bei Bad Breisig. Hier verlief auch die alte römische Grenze zwischen Germania superior und Germania inferior. In der Feudalzeit lag hier die Grenze zwischen Kurtrier und Kurköln, und heute verläuft die Landesgrenze zwischen Nordrhein-Westfalen und Rheinland-Pfalz innerhalb dieses Saumes, der in der Sprachwissenschaft auch als Vinxtbachlinie oder Dorp-Dorf-Linie bezeichnet wird. Auch in der angrenzenden Deutschsprachigen Gemeinschaft Belgiens wird Eifeler Mundart gesprochen: Besonders im südlichen Teil dieser Region, die auch als Belgische Eifel bezeichnet wird, hat der Dialekt weithin seine Bedeutung im Alltag bewahren können. Historisch gehörten diese Gebiete einst hauptsächlich zum Herzogtum Luxemburg (bis 1815), kleinere Einheiten auch zu Kurtrier.
Die die op/of-Grenze westlich der Mosel bildet die südliche Grenze der Eifeler Mundarten. So wird beispielsweise  in Trier das moselfränkische Trierisch gesprochen, das sich von den umliegenden Dialekten abhebt.

## Differenzierungen
Unterschiede zwischen den beiden Eifeldialekten gibt es in der Aussprache, der Ausdrucksweise, im Wortschatz und in der Grammatik der Mundart.
Bemerkenswert ist auch die starke Begriffsdifferenzierung bei Gegenständen des bäuerlichen Alltags. Das hochdeutsche Korb hat mit korw, rest, kürwel, mang, mandel oder waan einige Entsprechungen, die jeweils eine besondere Korbform bezeichnen. Eine ähnliche Begriffsvielfalt kann man bei der Bezeichnung des Nutzviehs beobachten.
Der Eifeldialekt ist reich an bildhaften Ausdrücken, die häufig an Stelle abstrakter Begriffe benutzt werden. Die Ausdrucksweise ist dabei oft sehr deftig. „Hen well mot de jruuße Honne seche on krecht et Been net op jehove“ („Er will mit den großen Hunden pinkeln und kriegt das Bein nicht gehoben“) heißt es, wenn jemand eingebildet und hochmütig ist.
Besondere Dialekte sind die unter der Bezeichnung „Jenisch“ laufenden Händlerdialekte, die aus Neroth oder Speicher überliefert sind. Steinguthändler, Mausefallenkrämer und allerlei anderes fahrendes Volk haben diese Geheimsprachen gepflegt.
Auch an den Eifeldialekten macht sich der sprachformende Einfluss der Schule und der Medien bemerkbar. Nachdem über Jahrzehnte hinweg Dialekt als minderwertige Sprachform betrachtet wurde, kann man auch im Eifelraum eine Emanzipation der Dialektsprecher erkennen. In den Publikationen der Eifeler Geschichtsvereine, des Eifelvereins oder bei Kulturzeitschriften wie dem im ostbelgischen St. Vith erscheinenden „Krautgarten“ zeigt sich die Tendenz zu der Auffassung, dass Dialektbeherrschung als eine wichtige kommunikative Möglichkeit begriffen wird.
Da die Eifel in weiten Teilen über Jahrhunderte nur sehr schlecht an den restlichen deutschen Sprachraum angebunden war, hat sich das Moselfränkische in relativ unverfälschter Form erhalten. So gibt es noch einen umfangreichen eigenen Wortschatz. Die zweite Lautverschiebung wurde nur teilweise durchgeführt. Auch in der Grammatik zeigen sich einige interessante Eigenarten wie die Eifeler Regel, nach der auslautendes -n vielfach (aber in geringerem Maße als zum oberen Mittelrhein hin üblich) wegfällt.
Die Zahl zwei wird im Eifeler Moselfränkisch, wie im Hochdeutschen die Zahl eins, nach Geschlecht dekliniert.
Beispiele: zwu Frauen, zweng Männer, zwee Heiser (Häuser). Spricht man von zwei Männern, heißt es: de zweng; bei zwei Frauen: de zwee; bei einem Mann und einer Frau ebenfalls: de zwee.

## Beispiele aus dem Wortschatz
Das Wort „schön“ hat viele Varianten wie schong (Richtung Islek), sching (Bekof), schin (Niederhersdorf), schalong (Region Daun). Die Kartoffel variiert auch sehr stark von Nord nach Süd. Während in der südlichen Eifel die Kartoffel, ähnlich wie im benachbarten Hunsrücker Raum, als Grumbeer (von Grundbirne) bezeichnet wird, wandelt sich die Bezeichnung je nördlicher die Region liegt. In der Mitteleifel wird die Kartoffel als Krumper bezeichnet, während sie z. B. in der Dauner Gegend regional abweichend auch Schrumper genannt wird und in dem am Nordrand der Eifel gesprochenen Eischwiele Platt Eapel heißt. Im Übergang an der Vinxtbachlinie sind Jromper und Eapel beide in Gebrauch.
Von Süden nach Norden gibt es abgesehen von den Unterschieden zwischen einzelnen Dörfern auch systematische Unterschiede. So werden Wörter, die mit „g“ beginnen im Bitburger Gutland (Bekof) auch so ausgesprochen. „Goden Dach, wie geht et“, „Ganz god“. Nördlich davon werden diese Wörter mit „j“ gesprochen. „Joden Dach, wie jed et?“, „Janz jod“. Die Grenze verläuft laut Sprachatlas der Rheinprovinz in Deutschland entlang einer Linie nördlich Dasburg-Neuerburg-Kyllburg-Manderscheid-Kaisersesch-Andernach und jenseits des Rheins bei Altenkirchen.
Zwischen Ahr und Erft variierte die Aussprache auf engstem Raum. So fragte die Hausfrau im nordrheinwestfälischen Tondorf ihre Nachbarin: „Häste diss Weich ad de Weisch jeweische?“ („Hast du diese Woche schon die Wäsche gewaschen?“). Fünf Kilometer östlich in Hümmel (Rheinland-Pfalz) klang es „diss Wuch“, jenseits der Grenze in Mutscheid (NRW) „diss Woch“, und im angrenzenden Schuld (Ahr) (RP) sagte man „diss Wauch“. Solche Unterschiede wurden vor allem beim „Freien“, der Brautwerbung, hervorgekehrt, um fremde Bewerber zu necken. So hieß es etwa im nahen Wershofen (RP): „Wer e-lih, e-lah, e-loh nit kah, der kah kei Werscheder Mädche hah.“ („Wer hier, da und dort nicht kann, der darf kein Wershofener Mädchen haben“).
Sehr viele Sonderformen sind mittlerweile stark abgeschliffen und an die Standardsprache angepasst. So wurde noch in den 1960er Jahren ein Kind in Lind (Ahr) aufgefordert: „Jangk ens ahn de Luëch!“ Heute würde es vielerorts eher so klingen: „Jeh ma an de Luff!“ („Geh mal an die frische Luft!“). Verbformen des Verbs „bauen“ (Eich bauen, Dou boschs, Hean boscht, sei boscht, et boscht, mier bauen, Dir baut, sei bauen; gebaut - jeboscht) sind ein Beispiel für eine Aussprache, die vielen heute nicht mehr leicht über die Lippen kommt. So werden die Formen „Dou boschs“, „hean boscht“ heute kaum noch gesprochen und durch „Dou boust“, „Hean baut“ ersetzt. Auch die Formen des „schön“ sind im Rückzug begriffen. Vielen erscheinen diese Ausspracheformen zu derb. Es wird dann zu „Dat as awer schön“, was dann allerdings etwas aufgesetzt und alles andere als (moselfränkisch) entlabialisiert klingt.
Die südliche Eifler Mundart unterscheidet sich von dem Luxemburgischen besonders durch dessen zahlreiche französische Lehnwörter. Französische Lehnwörter gab es im Bekof ebenfalls zahlreich, diese sind aber heute wenig gebräuchlich: Plafong (Zimmerdecke), Parplü (Regenschirm), Trittoir (Bürgersteig), Fuschett (Gabel); die Liste kann noch scheinbar endlos weiter geführt werden. Festzustellen ist auch die Verdrängung eigenständiger moselfränkischer Begriffe durch hochdeutsche: Den ass bestoht, heute: Den ass geheiroat (Der ist verheiratet).
Teschen oder teschent, heute: zweschen (zwischen) usw.